# Copa América 2015
Copa América 2015 var den 44:e upplagan av fotbollsturneringen Copa América som arrangerades av Conmebol och spelades i Chile under perioden 11 juni–4 juli 2015. Regerande mästare från 2011 var Uruguay.
Chiles landslag blev mästare för första gången efter att ha besegrat Argentina på straffsparksläggning efter en mållös finalmatch. Peru besegrade Paraguay i matchen om tredjepris.

## Spelorter och arenor
| Spelorter under Copa América 2015 i Chile         | Spelorter under Copa América 2015 i Chile           | Spelorter under Copa América 2015 i Chile   | Spelorter under Copa América 2015 i Chile                                                                          |
| ------------------------------------------------- | --------------------------------------------------- | ------------------------------------------- | --- |
| Antofagasta                                       | Concepción                                          | La Serena                                   | · Antofagasta La Serena Santiago Rancagua Concepción Temuco Valparaíso & Viña del Mar Karta över spelorter i Chile |
| Estadio Regional de Antofagasta Kapacitet: 21 178 | Estadio Municipal de Concepción Kapacitet: 30 448   | Estadio La Portada Kapacitet: 17 194        | · Antofagasta La Serena Santiago Rancagua Concepción Temuco Valparaíso & Viña del Mar Karta över spelorter i Chile |
| Rancagua                                          | Santiago                                            | Santiago                                    | · Antofagasta La Serena Santiago Rancagua Concepción Temuco Valparaíso & Viña del Mar Karta över spelorter i Chile |
| Estadio El Teniente Kapacitet: 15 252             | Estadio Monumental David Arellano Kapacitet: 47 347 | Estadio Nacional de Chile Kapacitet: 48 665 | · Antofagasta La Serena Santiago Rancagua Concepción Temuco Valparaíso & Viña del Mar Karta över spelorter i Chile |
| Temuco                                            | Valparaíso                                          | Viña del Mar                                | · Antofagasta La Serena Santiago Rancagua Concepción Temuco Valparaíso & Viña del Mar Karta över spelorter i Chile |
| Estadio Municipal Germán Becker Kapacitet: 18 125 | Estadio Elías Figueroa Brander Kapacitet: 23 000    | Estadio Sausalito Kapacitet: 22 340         | · Antofagasta La Serena Santiago Rancagua Concepción Temuco Valparaíso & Viña del Mar Karta över spelorter i Chile |

## Deltagande lag
Alla 10 länder från fotbollsförbundet CONMEBOL deltar i mästerskapet, samt två inbjudna lag för att få tolv deltagande lag och därmed bilda tre grupper i den första omgången, med fyra lag i varje grupp. Japan och Kina blev inbjudna från AFC, men tackade nej till deltagande. Mexiko och Jamaica från CONCACAF tackade ja till deltagande.

### Grupplottning
CONMEBOL utannonserade lottningskriterierna den 10 november 2014, och grupplottningen ägde rum den 24 november 2014. De tolv deltagande lagen delades in i fyra lottgrupper om tre lag vardera. Lag i lottgrupp 1 var värdnationen Chile, samt Argentina och Brasilien. Resterande nio lag placerades i lottgrupperna 2–4, beroende på lagens Fifa-världsranking vid 23 oktober 2014. De lag med bäst världsranking placerades i lottgrupp 2, och de med sämst världsranking placerades i lottgrupp 4.
Värdnationen (Chile) Blev på förhand tilldelad en plats i grupp A (A.1), Argentina blev tilldelad en plats i grupp B (B.1), och Brasilien en plats i grupp C (C.1).

## Spelartrupper
Fotbollsförbunden fick ta med en trupp på 23 spelare. Varje deltagande lag var tvungna att ha bekräftat en 23-mannatrupp innan turneringens start. Tre av de 23 spelarna skulle vara målvakter som ej får spela som utespelare.

## Resultat
Mästerskapets spelformat är uppdelat i två omgångar: en inledande gruppspelsomgång, samt ett utslagsspel.

### Gruppspel
I gruppspelet deltog tolv lag fördelade i tre grupper, där varje lag mötte de andra tre en gång, vilket innebar att alla lag spelade tre matcher. De två bästa lagen i varje grupp gick vidare till kvartsfinaler tillsammans med de två bästa grupptreorna. Lagen rankades efter först poäng, sedan målskillnad och därefter antal gjorda mål. Värdnationen Chile placerade i grupp A, Argentina i grupp B och Brasilien i grupp C. De övriga lagen lottades in i varsin grupp, vilket gav följande gruppkonstellationer:
| Grupp A: · Chile · Bolivia · Ecuador · Mexiko | Grupp B: · Argentina · Jamaica · Paraguay · Uruguay | Grupp C: · Brasilien · Colombia · Peru · Venezuela |

Grupp A inledde turneringen den 11 juni med matchen mellan Chile och Ecuador, som Chile vann med 2-0. Chile skulle senare spela oavgjort mot Mexiko (3-3) och sedan vinna mot Bolivia med 5-0, vilket innebar en gruppseger med sju poäng och +7 i målskillnad. Varken Ecuador eller Mexiko skulle dock gå vidare, då Mexiko slutade sist efter att ha inlett med 0-0 mot Bolivia, sedan krysset mot Chile och till sist en förlust mot Ecuador (1-2). Ecuador hade, förutom en seger mot Mexiko och en förlust mot Chile, även en förlust mot Bolivia med 3-2. Bolivias seger, tillsammans med ett kryss, gav laget en andraplats bakom Chile, trots förlusten med 5-0. Ecuador, som kom trea, blev den sämsta grupptrean i mästerskapet (och till och med sämre än gruppfyran i grupp C) och gick således inte vidare till slutspel.
Grupp B vanns av Argentina, som inledde med att spela 2-2, men därefter vann två raka matcher mot Uruguay och Jamaica (båda 1-0). Jamaica förlorade samtliga sina matcher med 1-0 och kom således sist med noll poäng och noll gjorda mål. Både Uruguay och Paraguay gick vidare till slutspel: Paraguay som tvåa, efter att ha besegrat Jamaica och i övrigt spelat lika mot Argentina och Uruguay (1-1); Uruguay som en av de bästa grupptreorna, efter en seger, en oavgjord och en förlust.
I grupp C inledde Venezuela, som till slut slutade sist i gruppen, med att besegra Colombia med 1-0, men följde upp det med förlust mot Peru (0-1) och Brasilien (1-2). Colombia däremot lyckades i den andra matchen slå Brasilien med 1-0 och senare spela oavgjort mot Peru (0-0), vilket gav laget fyra poäng och en plats bland de två bästa grupptreorna, vilket innebar slutspel. Brasilien vann gruppen efter att ha besegrat Peru och Venezuela (båda med 2-1) och Peru kom tvåa, med fyra poäng precis som Colombia - och dessutom med samma målskillnad - men med fler gjorda mål (Peru hade gjort 2, Colombia 1).
Slutresultatet blev således att Chile och Bolivia (grupp A); Argentina, Paraguay och Uruguay (grupp B) samt Brasilien, Peru och Colombia (grupp C) gick vidare till utslagsspelet.

#### Grupp A
| Nr | Lag     | S | V | O | F | GM | IM | MS | P |
| -- | ------- | - | - | - | - | -- | -- | -- | - |
| 1  | Chile   | 3 | 2 | 1 | 0 | 10 | 3  | +7 | 7 |
| 2  | Bolivia | 3 | 1 | 1 | 1 | 3  | 7  | −4 | 4 |
| 3  | Ecuador | 3 | 1 | 0 | 2 | 4  | 6  | −2 | 3 |
| 4  | Mexiko  | 3 | 0 | 2 | 1 | 4  | 5  | −1 | 2 |

| 1           | 11 juni 2015 | Chile                                      | 2 – 0   | Ecuador | Estadio Nacional de Chile                                                    |                                                                              |
| 20:30 UTC−3 | 20:30 UTC−3  | Arturo Vidal 66′ (str.) Eduardo Vargas 83′ | (0 – 0) |         | Santiago, Santiago-regionen Publik: 46 000 Domare: Néstor Pitana (Argentina) | Santiago, Santiago-regionen Publik: 46 000 Domare: Néstor Pitana (Argentina) |
| 20:30 UTC−3 | 20:30 UTC−3  |                                            |         |         | Santiago, Santiago-regionen Publik: 46 000 Domare: Néstor Pitana (Argentina) | Santiago, Santiago-regionen Publik: 46 000 Domare: Néstor Pitana (Argentina) |
| 20:30 UTC−3 | 20:30 UTC−3  |                                            |         |         | Santiago, Santiago-regionen Publik: 46 000 Domare: Néstor Pitana (Argentina) | Santiago, Santiago-regionen Publik: 46 000 Domare: Néstor Pitana (Argentina) |

| 2           | 12 juni 2015 | Mexiko | 0 – 0 | Bolivia | Estadio Sausalito                                                                   |                                                                                     |
| 20:30 UTC−3 | 20:30 UTC−3  |        |       |         | Viña del Mar, Valparaíso-regionen Publik: 14 987 Domare: Enrique Cáceres (Paraguay) | Viña del Mar, Valparaíso-regionen Publik: 14 987 Domare: Enrique Cáceres (Paraguay) |
| 20:30 UTC−3 | 20:30 UTC−3  |        |       |         | Viña del Mar, Valparaíso-regionen Publik: 14 987 Domare: Enrique Cáceres (Paraguay) | Viña del Mar, Valparaíso-regionen Publik: 14 987 Domare: Enrique Cáceres (Paraguay) |
| 20:30 UTC−3 | 20:30 UTC−3  |        |       |         | Viña del Mar, Valparaíso-regionen Publik: 14 987 Domare: Enrique Cáceres (Paraguay) | Viña del Mar, Valparaíso-regionen Publik: 14 987 Domare: Enrique Cáceres (Paraguay) |

| 7           | 15 juni 2015 | Ecuador                               | 2 – 3   | Bolivia                                                                        | Estadio Elías Figueroa Brander                                                  |                                                                                 |
| 18:00 UTC−3 | 18:00 UTC−3  | Enner Valencia 47′ Miller Bolaños 80′ | (0 – 3) | Ronald Raldes 4′ Martin Smedberg-Dalence 17′ Marcelo Martins Moreno 42′ (str.) | Valparaíso, Valparaíso-regionen Publik: 5 982 Domare: Joel Agilar (El Salvador) | Valparaíso, Valparaíso-regionen Publik: 5 982 Domare: Joel Agilar (El Salvador) |
| 18:00 UTC−3 | 18:00 UTC−3  |                                       |         |                                                                                | Valparaíso, Valparaíso-regionen Publik: 5 982 Domare: Joel Agilar (El Salvador) | Valparaíso, Valparaíso-regionen Publik: 5 982 Domare: Joel Agilar (El Salvador) |
| 18:00 UTC−3 | 18:00 UTC−3  |                                       |         |                                                                                | Valparaíso, Valparaíso-regionen Publik: 5 982 Domare: Joel Agilar (El Salvador) | Valparaíso, Valparaíso-regionen Publik: 5 982 Domare: Joel Agilar (El Salvador) |

| 8           | 15 juni 2015 | Chile                                           | 3 – 3   | Mexiko                                         | Estadio Nacional de Chile                                                      |                                                                                |
| 20:30 UTC−3 | 20:30 UTC−3  | Arturo Vidal 21′, 54′ (str.) Eduardo Vargas 41′ | (2 – 2) | Vicente Matías Vuoso 20′, 65′ Raúl Jiménez 28′ | Santiago, Santiago-regionen Publik: 45 583 Domare: Víctor Hugo Carrillo (Peru) | Santiago, Santiago-regionen Publik: 45 583 Domare: Víctor Hugo Carrillo (Peru) |
| 20:30 UTC−3 | 20:30 UTC−3  |                                                 |         |                                                | Santiago, Santiago-regionen Publik: 45 583 Domare: Víctor Hugo Carrillo (Peru) | Santiago, Santiago-regionen Publik: 45 583 Domare: Víctor Hugo Carrillo (Peru) |
| 20:30 UTC−3 | 20:30 UTC−3  |                                                 |         |                                                | Santiago, Santiago-regionen Publik: 45 583 Domare: Víctor Hugo Carrillo (Peru) | Santiago, Santiago-regionen Publik: 45 583 Domare: Víctor Hugo Carrillo (Peru) |

| 13          | 19 juni 2015 | Mexiko                  | 1 – 2   | Ecuador                               | Estadio El Teniente                                                         |                                                                             |
| 18:00 UTC−3 | 18:00 UTC−3  | Raúl Jiménez 63′ (str.) | (0 – 1) | Miller Bolaños 25′ Enner Valencia 57′ | Rancagua, O'Higgins-regionen Publik: 11 051 Domare: José Argote (Venezuela) | Rancagua, O'Higgins-regionen Publik: 11 051 Domare: José Argote (Venezuela) |
| 18:00 UTC−3 | 18:00 UTC−3  |                         |         |                                       | Rancagua, O'Higgins-regionen Publik: 11 051 Domare: José Argote (Venezuela) | Rancagua, O'Higgins-regionen Publik: 11 051 Domare: José Argote (Venezuela) |
| 18:00 UTC−3 | 18:00 UTC−3  |                         |         |                                       | Rancagua, O'Higgins-regionen Publik: 11 051 Domare: José Argote (Venezuela) | Rancagua, O'Higgins-regionen Publik: 11 051 Domare: José Argote (Venezuela) |

| 14          | 19 juni 2015 | Chile                                                                               | 5 – 0   | Bolivia | Estadio Nacional de Chile                                                 |                                                                           |
| 20:30 UTC−3 | 20:30 UTC−3  | Charles Aránguiz 2′, 65′ Alexis Sánchez 36′ Gary Medel 78′ Ronald Raldes 85′ (sjm.) | (2 – 0) |         | Santiago, Santiago-regionen Publik: 45 601 Domare: Andrés Cunha (Uruguay) | Santiago, Santiago-regionen Publik: 45 601 Domare: Andrés Cunha (Uruguay) |
| 20:30 UTC−3 | 20:30 UTC−3  |                                                                                     |         |         | Santiago, Santiago-regionen Publik: 45 601 Domare: Andrés Cunha (Uruguay) | Santiago, Santiago-regionen Publik: 45 601 Domare: Andrés Cunha (Uruguay) |
| 20:30 UTC−3 | 20:30 UTC−3  |                                                                                     |         |         | Santiago, Santiago-regionen Publik: 45 601 Domare: Andrés Cunha (Uruguay) | Santiago, Santiago-regionen Publik: 45 601 Domare: Andrés Cunha (Uruguay) |

#### Grupp B
| Nr | Lag       | S | V | O | F | GM | IM | MS | P |
| -- | --------- | - | - | - | - | -- | -- | -- | - |
| 1  | Argentina | 3 | 2 | 1 | 0 | 4  | 2  | +2 | 7 |
| 2  | Paraguay  | 3 | 1 | 2 | 0 | 4  | 3  | +1 | 5 |
| 3  | Uruguay   | 3 | 1 | 1 | 1 | 2  | 2  | 0  | 4 |
| 4  | Jamaica   | 3 | 0 | 0 | 3 | 0  | 3  | −3 | 0 |

| 3           | 13 juni 2015 | Uruguay                | 1 – 0   | Jamaica | Estadio Regional de Antofagasta                                                 |                                                                                 |
| 16:00 UTC−3 | 16:00 UTC−3  | Cristian Rodríguez 51′ | (0 – 0) |         | Antofagasta, Antofagasta-regionen Publik: 8 653 Domare: José Argote (Venezuela) | Antofagasta, Antofagasta-regionen Publik: 8 653 Domare: José Argote (Venezuela) |
| 16:00 UTC−3 | 16:00 UTC−3  |                        |         |         | Antofagasta, Antofagasta-regionen Publik: 8 653 Domare: José Argote (Venezuela) | Antofagasta, Antofagasta-regionen Publik: 8 653 Domare: José Argote (Venezuela) |
| 16:00 UTC−3 | 16:00 UTC−3  |                        |         |         | Antofagasta, Antofagasta-regionen Publik: 8 653 Domare: José Argote (Venezuela) | Antofagasta, Antofagasta-regionen Publik: 8 653 Domare: José Argote (Venezuela) |

| 4           | 13 juni 2015 | Argentina                                 | 2 – 2   | Paraguay                                  | Estadio La Portada                                                           |                                                                              |
| 18:30 UTC−3 | 18:30 UTC−3  | Sergio Agüero 28′ Lionel Messi 35′ (str.) | (2 – 0) | Nelson Haedo Valdez 59′ Lucas Barrios 90′ | La Serena, Coquimbo-regionen Publik: 16 281 Domare: Wilmar Roldán (Colombia) | La Serena, Coquimbo-regionen Publik: 16 281 Domare: Wilmar Roldán (Colombia) |
| 18:30 UTC−3 | 18:30 UTC−3  |                                           |         |                                           | La Serena, Coquimbo-regionen Publik: 16 281 Domare: Wilmar Roldán (Colombia) | La Serena, Coquimbo-regionen Publik: 16 281 Domare: Wilmar Roldán (Colombia) |
| 18:30 UTC−3 | 18:30 UTC−3  |                                           |         |                                           | La Serena, Coquimbo-regionen Publik: 16 281 Domare: Wilmar Roldán (Colombia) | La Serena, Coquimbo-regionen Publik: 16 281 Domare: Wilmar Roldán (Colombia) |

| 9           | 16 juni 2015 | Paraguay          | 1 – 0   | Jamaica | Estadio Regional de Antofagasta                                               |                                                                               |
| 18:00 UTC−3 | 18:00 UTC−3  | Édgar Benitez 36′ | (1 – 0) |         | Antofagasta, Antofagasta-regionen Publik: 6 099 Domare: Carlos Vera (Ecuador) | Antofagasta, Antofagasta-regionen Publik: 6 099 Domare: Carlos Vera (Ecuador) |
| 18:00 UTC−3 | 18:00 UTC−3  |                   |         |         | Antofagasta, Antofagasta-regionen Publik: 6 099 Domare: Carlos Vera (Ecuador) | Antofagasta, Antofagasta-regionen Publik: 6 099 Domare: Carlos Vera (Ecuador) |
| 18:00 UTC−3 | 18:00 UTC−3  |                   |         |         | Antofagasta, Antofagasta-regionen Publik: 6 099 Domare: Carlos Vera (Ecuador) | Antofagasta, Antofagasta-regionen Publik: 6 099 Domare: Carlos Vera (Ecuador) |

| 10          | 16 juni 2015 | Argentina         | 1 – 0   | Uruguay | Estadio La Portada                                                           |                                                                              |
| 20:30 UTC−3 | 20:30 UTC−3  | Sergio Agüero 56′ | (0 – 0) |         | La Serena, Coquimbo-regionen Publik: 17 014 Domare: Sandro Ricci (Brasilien) | La Serena, Coquimbo-regionen Publik: 17 014 Domare: Sandro Ricci (Brasilien) |
| 20:30 UTC−3 | 20:30 UTC−3  |                   |         |         | La Serena, Coquimbo-regionen Publik: 17 014 Domare: Sandro Ricci (Brasilien) | La Serena, Coquimbo-regionen Publik: 17 014 Domare: Sandro Ricci (Brasilien) |
| 20:30 UTC−3 | 20:30 UTC−3  |                   |         |         | La Serena, Coquimbo-regionen Publik: 17 014 Domare: Sandro Ricci (Brasilien) | La Serena, Coquimbo-regionen Publik: 17 014 Domare: Sandro Ricci (Brasilien) |

| 15          | 20 juni 2015 | Uruguay                | 1 – 1   | Paraguay          | Estadio La Portada                                                                 |                                                                                    |
| 16:00 UTC−3 | 16:00 UTC−3  | José María Giménez 29′ | (1 – 1) | Lucas Barrios 45′ | La Serena, Coquimbo-regionen Publik: 16 021 Domare: Roberto García Orozco (Mexiko) | La Serena, Coquimbo-regionen Publik: 16 021 Domare: Roberto García Orozco (Mexiko) |
| 16:00 UTC−3 | 16:00 UTC−3  |                        |         |                   | La Serena, Coquimbo-regionen Publik: 16 021 Domare: Roberto García Orozco (Mexiko) | La Serena, Coquimbo-regionen Publik: 16 021 Domare: Roberto García Orozco (Mexiko) |
| 16:00 UTC−3 | 16:00 UTC−3  |                        |         |                   | La Serena, Coquimbo-regionen Publik: 16 021 Domare: Roberto García Orozco (Mexiko) | La Serena, Coquimbo-regionen Publik: 16 021 Domare: Roberto García Orozco (Mexiko) |

| 16          | 20 juni 2015 | Argentina           | 1 – 0   | Jamaica | Estadio Sausalito                                                               |                                                                                 |
| 18:30 UTC−3 | 18:30 UTC−3  | Gonzalo Higuaín 10′ | (1 – 0) |         | Viña del Mar, Valparaíso-regionen Publik: 21 083 Domare: Julio Bascuñán (Chile) | Viña del Mar, Valparaíso-regionen Publik: 21 083 Domare: Julio Bascuñán (Chile) |
| 18:30 UTC−3 | 18:30 UTC−3  |                     |         |         | Viña del Mar, Valparaíso-regionen Publik: 21 083 Domare: Julio Bascuñán (Chile) | Viña del Mar, Valparaíso-regionen Publik: 21 083 Domare: Julio Bascuñán (Chile) |
| 18:30 UTC−3 | 18:30 UTC−3  |                     |         |         | Viña del Mar, Valparaíso-regionen Publik: 21 083 Domare: Julio Bascuñán (Chile) | Viña del Mar, Valparaíso-regionen Publik: 21 083 Domare: Julio Bascuñán (Chile) |

#### Grupp C
| Nr | Lag       | S | V | O | F | GM | IM | MS | P |
| -- | --------- | - | - | - | - | -- | -- | -- | - |
| 1  | Brasilien | 3 | 2 | 0 | 1 | 4  | 3  | +1 | 6 |
| 2  | Peru      | 3 | 1 | 1 | 1 | 2  | 2  | 0  | 4 |
| 3  | Colombia  | 3 | 1 | 1 | 1 | 1  | 1  | 0  | 4 |
| 4  | Venezuela | 3 | 1 | 0 | 2 | 2  | 3  | −1 | 3 |

| 5           | 14 juni 2015 | Colombia | 0 – 1   | Venezuela               | Estadio El Teniente                                                        |                                                                            |
| 16:00 UTC−3 | 16:00 UTC−3  |          | (0 – 0) | José Salomón Rondón 59′ | Rancagua, O'Higgins-regionen Publik: 12 387 Domare: Andrés Cunha (Uruguay) | Rancagua, O'Higgins-regionen Publik: 12 387 Domare: Andrés Cunha (Uruguay) |
| 16:00 UTC−3 | 16:00 UTC−3  |          |         |                         | Rancagua, O'Higgins-regionen Publik: 12 387 Domare: Andrés Cunha (Uruguay) | Rancagua, O'Higgins-regionen Publik: 12 387 Domare: Andrés Cunha (Uruguay) |
| 16:00 UTC−3 | 16:00 UTC−3  |          |         |                         | Rancagua, O'Higgins-regionen Publik: 12 387 Domare: Andrés Cunha (Uruguay) | Rancagua, O'Higgins-regionen Publik: 12 387 Domare: Andrés Cunha (Uruguay) |

| 6           | 14 juni 2015 | Brasilien                     | 2 – 1   | Peru     | Estadio Municipal Germán Becker                                                  |                                                                                  |
| 18:30 UTC−3 | 18:30 UTC−3  | Neymar 4′ Douglas Costa 90+1′ | (1 – 1) | Cueva 2′ | Temuco, Araucanía-regionen Publik: 16 342 Domare: Roberto García Orozco (Mexiko) | Temuco, Araucanía-regionen Publik: 16 342 Domare: Roberto García Orozco (Mexiko) |
| 18:30 UTC−3 | 18:30 UTC−3  |                               |         |          | Temuco, Araucanía-regionen Publik: 16 342 Domare: Roberto García Orozco (Mexiko) | Temuco, Araucanía-regionen Publik: 16 342 Domare: Roberto García Orozco (Mexiko) |
| 18:30 UTC−3 | 18:30 UTC−3  |                               |         |          | Temuco, Araucanía-regionen Publik: 16 342 Domare: Roberto García Orozco (Mexiko) | Temuco, Araucanía-regionen Publik: 16 342 Domare: Roberto García Orozco (Mexiko) |

| 11          | 17 juni 2015 | Brasilien | 0 – 1   | Colombia           | Estadio Monumental David Arellano                                        |                                                                          |
| 21:00 UTC−3 | 21:00 UTC−3  |           | (0 – 1) | Jeison Murillo 36′ | Santiago, Santiago-regionen Publik: 44 008 Domare: Enrique Osses (Chile) | Santiago, Santiago-regionen Publik: 44 008 Domare: Enrique Osses (Chile) |
| 21:00 UTC−3 | 21:00 UTC−3  |           |         |                    | Santiago, Santiago-regionen Publik: 44 008 Domare: Enrique Osses (Chile) | Santiago, Santiago-regionen Publik: 44 008 Domare: Enrique Osses (Chile) |
| 21:00 UTC−3 | 21:00 UTC−3  |           |         |                    | Santiago, Santiago-regionen Publik: 44 008 Domare: Enrique Osses (Chile) | Santiago, Santiago-regionen Publik: 44 008 Domare: Enrique Osses (Chile) |

| 12          | 18 juni 2015 | Peru                | 1 – 0   | Venezuela | Estadio Elías Figueroa Brander                                               |                                                                              |
| 20:30 UTC−3 | 20:30 UTC−3  | Claudio Pizarro 72′ | (0 – 0) |           | Valparaíso, Valparaíso-regionen Publik: 15 542 Domare: Raúl Orosco (Bolivia) | Valparaíso, Valparaíso-regionen Publik: 15 542 Domare: Raúl Orosco (Bolivia) |
| 20:30 UTC−3 | 20:30 UTC−3  |                     |         |           | Valparaíso, Valparaíso-regionen Publik: 15 542 Domare: Raúl Orosco (Bolivia) | Valparaíso, Valparaíso-regionen Publik: 15 542 Domare: Raúl Orosco (Bolivia) |
| 20:30 UTC−3 | 20:30 UTC−3  |                     |         |           | Valparaíso, Valparaíso-regionen Publik: 15 542 Domare: Raúl Orosco (Bolivia) | Valparaíso, Valparaíso-regionen Publik: 15 542 Domare: Raúl Orosco (Bolivia) |

| 17          | 21 juni 2015 | Colombia | 0 – 0 | Peru | Estadio Municipal Germán Becker                                             |                                                                             |
| 16:00 UTC−3 | 16:00 UTC−3  |          |       |      | Temuco, Araucanía-regionen Publik: 17 332 Domare: Néstor Pitana (Argentina) | Temuco, Araucanía-regionen Publik: 17 332 Domare: Néstor Pitana (Argentina) |
| 16:00 UTC−3 | 16:00 UTC−3  |          |       |      | Temuco, Araucanía-regionen Publik: 17 332 Domare: Néstor Pitana (Argentina) | Temuco, Araucanía-regionen Publik: 17 332 Domare: Néstor Pitana (Argentina) |
| 16:00 UTC−3 | 16:00 UTC−3  |          |       |      | Temuco, Araucanía-regionen Publik: 17 332 Domare: Néstor Pitana (Argentina) | Temuco, Araucanía-regionen Publik: 17 332 Domare: Néstor Pitana (Argentina) |

| 18          | 21 juni 2015 | Brasilien                           | 2 – 1   | Venezuela | Estadio Monumental David Arellano                                             |                                                                               |
| 18:30 UTC−3 | 18:30 UTC−3  | Thiago Silva 9′ Roberto Firmino 52′ | (1 – 0) | Miku 85′  | Santiago, Santiago-regionen Publik: 33 284 Domare: Enrique Cáceres (Paraguay) | Santiago, Santiago-regionen Publik: 33 284 Domare: Enrique Cáceres (Paraguay) |
| 18:30 UTC−3 | 18:30 UTC−3  |                                     |         |           | Santiago, Santiago-regionen Publik: 33 284 Domare: Enrique Cáceres (Paraguay) | Santiago, Santiago-regionen Publik: 33 284 Domare: Enrique Cáceres (Paraguay) |
| 18:30 UTC−3 | 18:30 UTC−3  |                                     |         |           | Santiago, Santiago-regionen Publik: 33 284 Domare: Enrique Cáceres (Paraguay) | Santiago, Santiago-regionen Publik: 33 284 Domare: Enrique Cáceres (Paraguay) |

#### Ranking av tredjeplacerade lag
| Nr | Lag (grupp) | S | V | O | F | GM | IM | MS | P |
| -- | ----------- | - | - | - | - | -- | -- | -- | - |
| 1  | Uruguay     | 3 | 1 | 1 | 1 | 2  | 2  | 0  | 4 |
| 2  | Colombia    | 3 | 1 | 1 | 1 | 1  | 1  | 0  | 4 |
| 3  | Ecuador     | 3 | 1 | 0 | 2 | 4  | 6  | −2 | 3 |

### Utslagsspel
|  | Kvartsfinaler | Kvartsfinaler |                   |                               | Semifinaler | Semifinaler    |                    |        | Final      | Final      |
|  | 0             | 0             | 0                 | 0                             | 0           | 0              | 0                  | 0      | 0          | 0          |
|  |               |               | 0                 | 0                             |             |                | 0                  | 0      |            |            |
|  |               |               | 0                 | 0                             |             |                | 0                  | 0      |            |            |
|  | 0 Chile       | 01            | 0                 | 0                             |             |                | 0                  | 0      |            |            |
|  | 0 Chile       | 01            | 0                 | 0                             |             |                | 0                  | 0      |            |            |
|  | 0 Uruguay     | 0             | 0                 | 0                             |             |                | 0                  | 0      |            |            |
|  | 0 Uruguay     | 0             | 0                 | 0                             | 0 Chile     | 02             | 0                  | 0      |            |            |
|  |               |               | 0                 | 0                             | 0 Chile     | 02             | 0                  | 0      |            |            |
|  | 0             | 0 Peru        | 0                 | 01                            | 0           |                |                    | 0      |            |            |
|  | 0             | 0 Peru        | 0                 | 01                            | 0           | 0 Bolivia      | 01                 | 0      |            |            |
|  | 0             |               | 0                 | Denna tabell: visa • redigera | 0           | 0 Bolivia      | 01                 | 0      |            |            |
|  | 0             | 0 Peru        | 03                | 0                             | 0           |                |                    | 0      |            |            |
|  | 0             | 0 Peru        | 03                | 0                             | 0           | 0 Chile (str.) | 0 (4)              | 0      |            |            |
|  | 0             |               |                   | 0                             | 0           | 0 Chile (str.) | 0 (4)              | 0      |            |            |
|  | 0             | 0             | 0 Argentina       | 0                             | 0           | 0 (1)          |                    |        |            |            |
|  | 0             | 0             | 0 Argentina       | 0                             | 0           | 0 (1)          | 0 Argentina (str.) | 0 (5)  |            |            |
|  | 0             | 0             |                   |                               | 0           |                |                    | 0 (5)  |            |            |
|  | 0             | 0             | 0 Colombia        | 0 (3)                         | 0           | 0              |                    |        |            |            |
|  | 0             | 0             | 0 Colombia        | 0 (3)                         | 0           | 0              | 0 Argentina        | 06     | Bronsmatch | Bronsmatch |
|  | 0             | 0             |                   |                               | 0           | 0              | 0 Argentina        | 06     | Bronsmatch | Bronsmatch |
|  | 0             | 0             | 0 Paraguay        | 01                            | 0           | 0              |                    |        |            |            |
|  | 0             | 0             | 0 Paraguay        | 01                            | 0           | 0              | 0 Brasilien        | 01 (3) | 0 Peru     | 02         |
|  | 0             | 0             |                   |                               | 0           | 0              | 0 Brasilien        | 01 (3) | 0 Peru     | 02         |
|  | 0             | 0             | 0 Paraguay (str.) | 01 (4)                        | 0           | 0              | 0 Paraguay         | 0      |            |            |
|  | 0             | 0             | 0 Paraguay (str.) | 01 (4)                        | 0           | 0              | 0 Paraguay         | 0      |            |            |
|  |               |               |                   |                               |             |                |                    |        |            |            |
|  |               |               |                   |                               |             |                |                    |        |            |            |

#### Kvartsfinaler
| 19                       | 24 juni 2015             | Chile             | 1 – 0   | Uruguay | Estadio Nacional                                                                                     | |
| 20:30 UTC−3 Huvudartikel | 20:30 UTC−3 Huvudartikel | Mauricio Isla 81′ | (0 – 0) |         | Santiago · Publik: 45 304 · Domare: Sandro Ricci (Brasilien) · Gult kort: 3 – 5 · Rött kort: 0 – 2+1 | Santiago · Publik: 45 304 · Domare: Sandro Ricci (Brasilien) · Gult kort: 3 – 5 · Rött kort: 0 – 2+1 |
| 20:30 UTC−3 Huvudartikel | 20:30 UTC−3 Huvudartikel |                   |         |         | Santiago · Publik: 45 304 · Domare: Sandro Ricci (Brasilien) · Gult kort: 3 – 5 · Rött kort: 0 – 2+1 | Santiago · Publik: 45 304 · Domare: Sandro Ricci (Brasilien) · Gult kort: 3 – 5 · Rött kort: 0 – 2+1 |
| 20:30 UTC−3 Huvudartikel | 20:30 UTC−3 Huvudartikel |                   |         |         | Santiago · Publik: 45 304 · Domare: Sandro Ricci (Brasilien) · Gult kort: 3 – 5 · Rött kort: 0 – 2+1 | Santiago · Publik: 45 304 · Domare: Sandro Ricci (Brasilien) · Gult kort: 3 – 5 · Rött kort: 0 – 2+1 |

| 20                       | 25 juni 2015             | Bolivia                           | 1 – 3   | Peru                         | Estadio Municipal Germán Becker                                                 |                                                                                 |
| 20:30 UTC−3 Huvudartikel | 20:30 UTC−3 Huvudartikel | Marcelo Martins Moreno 84′ (str.) | (0 – 2) | Paolo Guerrero 20′, 23′, 74′ | Temuco · Publik: 16 872 · Domare: Wilmar Roldán (Colombia) · Gult kort: 4 – 3 · | Temuco · Publik: 16 872 · Domare: Wilmar Roldán (Colombia) · Gult kort: 4 – 3 · |
| 20:30 UTC−3 Huvudartikel | 20:30 UTC−3 Huvudartikel |                                   |         |                              | Temuco · Publik: 16 872 · Domare: Wilmar Roldán (Colombia) · Gult kort: 4 – 3 · | Temuco · Publik: 16 872 · Domare: Wilmar Roldán (Colombia) · Gult kort: 4 – 3 · |
| 20:30 UTC−3 Huvudartikel | 20:30 UTC−3 Huvudartikel |                                   |         |                              | Temuco · Publik: 16 872 · Domare: Wilmar Roldán (Colombia) · Gult kort: 4 – 3 · | Temuco · Publik: 16 872 · Domare: Wilmar Roldán (Colombia) · Gult kort: 4 – 3 · |

| 21                       | 26 juni 2015             | Argentina                                                                                      | 0 – 0                      | Colombia                                                                                                 | Estadio Sausalito                                                                           |                                                                                             |
| 20:30 UTC−3 Huvudartikel | 20:30 UTC−3 Huvudartikel |                                                                                                |                            | | Viña del Mar · Publik: 21 508 · Domare: Roberto García Orozco (Mexiko) · Gult kort: 3 – 5 · | Viña del Mar · Publik: 21 508 · Domare: Roberto García Orozco (Mexiko) · Gult kort: 3 – 5 · |
| 20:30 UTC−3 Huvudartikel | 20:30 UTC−3 Huvudartikel |                                                                                                |                            | | Viña del Mar · Publik: 21 508 · Domare: Roberto García Orozco (Mexiko) · Gult kort: 3 – 5 · | Viña del Mar · Publik: 21 508 · Domare: Roberto García Orozco (Mexiko) · Gult kort: 3 – 5 · |
| 20:30 UTC−3 Huvudartikel | 20:30 UTC−3 Huvudartikel | Lionel Messi Ezequiel Garay Éver Banega Ezequiel Lavezzi Lucas Biglia Marcos Rojo Carlos Tévez | Straffsparksläggning 5 – 4 | James Rodríguez Radamel Falcao Juan Cuadrado Luis Muriel Edwin Cardona Juan Camilo Zúñiga Jeison Murillo | Viña del Mar · Publik: 21 508 · Domare: Roberto García Orozco (Mexiko) · Gult kort: 3 – 5 · | Viña del Mar · Publik: 21 508 · Domare: Roberto García Orozco (Mexiko) · Gult kort: 3 – 5 · |

| 22                       | 27 juni 2015             | Brasilien                                                           | 1 – 1                      | Paraguay                                                                        | Estadio Municipal de Concepción                                                     |                                                                                     |
| 18:30 UTC−3 Huvudartikel | 18:30 UTC−3 Huvudartikel | Robinho 15′                                                         | (1 – 0)                    | Derlis González 72′ (str.)                                                      | Concepción · Publik: 29 276 · Domare: Andrés Cunha (Brasilien) · Gult kort: 2 – 3 · | Concepción · Publik: 29 276 · Domare: Andrés Cunha (Brasilien) · Gult kort: 2 – 3 · |
| 18:30 UTC−3 Huvudartikel | 18:30 UTC−3 Huvudartikel |                                                                     |                            |                                                                                 | Concepción · Publik: 29 276 · Domare: Andrés Cunha (Brasilien) · Gult kort: 2 – 3 · | Concepción · Publik: 29 276 · Domare: Andrés Cunha (Brasilien) · Gult kort: 2 – 3 · |
| 18:30 UTC−3 Huvudartikel | 18:30 UTC−3 Huvudartikel | Fernandinho Everton Ribeiro Miranda Douglas Costa Philippe Coutinho | Straffsparksläggning 3 – 4 | Osvaldo Martínez Víctor Cáceres Raúl Bobadilla Roque Santa Cruz Derlis González | Concepción · Publik: 29 276 · Domare: Andrés Cunha (Brasilien) · Gult kort: 2 – 3 · | Concepción · Publik: 29 276 · Domare: Andrés Cunha (Brasilien) · Gult kort: 2 – 3 · |

#### Semifinaler
| 23                       | 29 juni 2015             | Chile                   | 2 – 1   | Peru                  | Estadio Nacional                                                                                  |                                                                                                   |
| 20:30 UTC−3 Huvudartikel | 20:30 UTC−3 Huvudartikel | Eduardo Vargas 42′, 64′ | (1 – 0) | Gary Medel 61′ (sjm.) | Santiago · Publik: 45 651 · Domare: José Argote (Venezuela) · Gult kort: 0 – 1 · Rött kort: 0 – 1 | Santiago · Publik: 45 651 · Domare: José Argote (Venezuela) · Gult kort: 0 – 1 · Rött kort: 0 – 1 |
| 20:30 UTC−3 Huvudartikel | 20:30 UTC−3 Huvudartikel |                         |         |                       | Santiago · Publik: 45 651 · Domare: José Argote (Venezuela) · Gult kort: 0 – 1 · Rött kort: 0 – 1 | Santiago · Publik: 45 651 · Domare: José Argote (Venezuela) · Gult kort: 0 – 1 · Rött kort: 0 – 1 |
| 20:30 UTC−3 Huvudartikel | 20:30 UTC−3 Huvudartikel |                         |         |                       | Santiago · Publik: 45 651 · Domare: José Argote (Venezuela) · Gult kort: 0 – 1 · Rött kort: 0 – 1 | Santiago · Publik: 45 651 · Domare: José Argote (Venezuela) · Gult kort: 0 – 1 · Rött kort: 0 – 1 |

| 24                       | 30 juni 2015             | Argentina                                                                                        | 6 – 1   | Paraguay          | Estadio Municipal de Concepción                                                     |                                                                                     |
| 20:30 UTC−3 Huvudartikel | 20:30 UTC−3 Huvudartikel | Marcos Rojo 15′ Javier Pastore 27′ Ángel Di María 47′, 53′ Sergio Agüero 80′ Gonzalo Higuaín 83′ | (2 – 1) | Lucas Barrios 43′ | Concepción · Publik: 29 205 · Domare: Sandro Ricci (Brasilien) · Gult kort: 2 – 3 · | Concepción · Publik: 29 205 · Domare: Sandro Ricci (Brasilien) · Gult kort: 2 – 3 · |
| 20:30 UTC−3 Huvudartikel | 20:30 UTC−3 Huvudartikel |                                                                                                  |         |                   | Concepción · Publik: 29 205 · Domare: Sandro Ricci (Brasilien) · Gult kort: 2 – 3 · | Concepción · Publik: 29 205 · Domare: Sandro Ricci (Brasilien) · Gult kort: 2 – 3 · |
| 20:30 UTC−3 Huvudartikel | 20:30 UTC−3 Huvudartikel |                                                                                                  |         |                   | Concepción · Publik: 29 205 · Domare: Sandro Ricci (Brasilien) · Gult kort: 2 – 3 · | Concepción · Publik: 29 205 · Domare: Sandro Ricci (Brasilien) · Gult kort: 2 – 3 · |

#### Match om tredjepris
| 25                       | 3 juli 2015              | Peru                                  | 2 – 0   | Paraguay | Estadio Municipal de Concepción                                                  |                                                                                  |
| 20:30 UTC−3 Huvudartikel | 20:30 UTC−3 Huvudartikel | André Carrillo 48′ Paolo Guerrero 89′ | (0 – 0) |          | Concepción · Publik: 29 143 · Domare: Raúl Orosco (Bolivia) · Gult kort: 2 – 1 · | Concepción · Publik: 29 143 · Domare: Raúl Orosco (Bolivia) · Gult kort: 2 – 1 · |
| 20:30 UTC−3 Huvudartikel | 20:30 UTC−3 Huvudartikel |                                       |         |          | Concepción · Publik: 29 143 · Domare: Raúl Orosco (Bolivia) · Gult kort: 2 – 1 · | Concepción · Publik: 29 143 · Domare: Raúl Orosco (Bolivia) · Gult kort: 2 – 1 · |
| 20:30 UTC−3 Huvudartikel | 20:30 UTC−3 Huvudartikel |                                       |         |          | Concepción · Publik: 29 143 · Domare: Raúl Orosco (Bolivia) · Gult kort: 2 – 1 · | Concepción · Publik: 29 143 · Domare: Raúl Orosco (Bolivia) · Gult kort: 2 – 1 · |

#### Final
| 26          | 4 juli 2015 | Chile                                                         | 0 – 0 (e.fl.)              | Argentina                                | Estadio Nacional                                                                  |                                                                                   |
| 17:00 UTC−3 | 17:00 UTC−3 |                                                               |                            |                                          | Santiago · Publik: 45 693 · Domare: Wilmar Roldán (Colombia) · Gult kort: 4 – 3 · | Santiago · Publik: 45 693 · Domare: Wilmar Roldán (Colombia) · Gult kort: 4 – 3 · |
| 17:00 UTC−3 | 17:00 UTC−3 |                                                               |                            |                                          | Santiago · Publik: 45 693 · Domare: Wilmar Roldán (Colombia) · Gult kort: 4 – 3 · | Santiago · Publik: 45 693 · Domare: Wilmar Roldán (Colombia) · Gult kort: 4 – 3 · |
| 17:00 UTC−3 | 17:00 UTC−3 | Matías Fernández Arturo Vidal Charles Aránguiz Alexis Sánchez | Straffsparksläggning 4 – 1 | Lionel Messi Gonzalo Higuaín Éver Banega | Santiago · Publik: 45 693 · Domare: Wilmar Roldán (Colombia) · Gult kort: 4 – 3 · | Santiago · Publik: 45 693 · Domare: Wilmar Roldán (Colombia) · Gult kort: 4 – 3 · |

## Statistik

### Målskyttar
4 mål
- Eduardo Vargas
- Paolo Guerrero

3 mål
- Sergio Agüero
- Arturo Vidal
- Lucas Barrios

2 mål
- Ángel Di María
- Gonzalo Higuaín
- Marcelo Martins Moreno
- Charles Aránguiz
- Miller Bolaños
- Enner Valencia
- Raúl Jiménez
- Matías Vuoso

1 mål
- Lionel Messi
- Javier Pastore
- Marcos Rojo
- Ronald Raldes
- Martin Smedberg-Dalence
- Douglas Costa
- Neymar [a]
- Roberto Firmino
- Robinho
- Thiago Silva
- Mauricio Isla
- Gary Medel
- Alexis Sánchez
- Jeison Murillo
- Édgar Benítez
- Derlis González
- Nelson Haedo Valdez
- André Carrillo
- Christian Cueva
- Claudio Pizarro
- José María Giménez
- Cristian Rodríguez
- Miku
- Salomón Rondón

Självmål
- Ronald Raldes (mot Chile, match #14)
- Gary Medel (mot Peru, match #23)

Anmärkningar
1. ↑  Neymar blev avstängd i fyra matcher av CONMEBOL efter ett rött kort mot Colombia, vilket gjorde att han inte fick spela mer matcher under mästerskapet.

### Poängtabell
| Nr | Copa América 2015 | S | V | O | F | GM | IM | MS | P  |
| -- | ----------------- | - | - | - | - | -- | -- | -- | -- |
| 1  | Chile             | 6 | 4 | 2 | 0 | 13 | 4  | +9 | 14 |
| 2  | Argentina         | 6 | 3 | 3 | 0 | 10 | 3  | +7 | 12 |
| 3  | Peru              | 6 | 3 | 1 | 2 | 8  | 5  | +3 | 10 |
| 4  | Paraguay          | 6 | 1 | 3 | 2 | 6  | 12 | −6 | 6  |
| 5  | Brasilien         | 4 | 2 | 1 | 1 | 5  | 4  | +1 | 7  |
| 6  | Colombia          | 4 | 1 | 2 | 1 | 1  | 1  | 0  | 5  |
| 7  | Uruguay           | 4 | 1 | 1 | 2 | 2  | 3  | −1 | 4  |
| 8  | Bolivia           | 4 | 1 | 1 | 2 | 4  | 10 | −6 | 4  |
| 9  | Venezuela         | 3 | 1 | 0 | 2 | 2  | 3  | −1 | 3  |
| 10 | Ecuador           | 3 | 1 | 0 | 2 | 4  | 6  | −2 | 3  |
| 11 | Mexiko            | 3 | 0 | 2 | 1 | 4  | 5  | −1 | 2  |
| 12 | Jamaica           | 3 | 0 | 0 | 3 | 0  | 3  | −3 | 0  |

Ackumulerad poängtabell för lagens samtliga matcher.
Tabellen är uppdelat i tre sektioner; lag som placerar sig på positionerna 9–12 blev utslagna i gruppspelet, lag 5–8  blev utslagna vid kvartsfinalerna, samt lagen som placerar sig på positionerna 1–4 spelade semifinaler.